# Selección femenina de voleibol sub-20 de la Unión Soviética
La selección femenina de voleibol sub-20 de la Unión Soviética representó a la  Unión Soviética en competiciones de voleibol femenino y partidos amistosos bajo la edad de 20 años y fue gobernada por la Federación de voleibol de la Unión Soviética. Eso era un miembro de la Federación Internacional de Voleibol (FIVB) y también una parte de la Confederación Europea de Voleibol (CEV).

## Participaciones

### Campeonato Mundial sub-20[1][2]
| Año   | Pos.           |
| ----- | -------------- |
| 1977  | 9°             |
| 1981  | 9°             |
| 1985  | 6°             |
| 1987  | 5°             |
| 1989  | 9°             |
| 1991  | Medalla de oro |
| Total | 6/6            |

### Campeonato Europeo de Voleibol Femenino Sub-20
| Año   | Pos.           |
| ----- | -------------- |
| 1966  | Medalla de oro |
| 1969  | Medalla de oro |
| 1971  | Medalla de oro |
| 1973  | Medalla de oro |
| 1975  | Medalla de oro |
| 1977  | Medalla de oro |
| 1979  | Medalla de oro |
| 1982  | Medalla de oro |
| 1984  | Medalla de oro |
| 1986  | Medalla de oro |
| 1988  | Medalla de oro |
| 1990  | Medalla de oro |
| Total | 12/12          |